# Carol Chomsky
Carol Chomsky, właśc. Carol Doris Schatz (ur. 1 lipca 1930 w Filadelfii, zm. 19 grudnia 2008 w Lexington) – amerykańska lingwistka, żona Noama Chomsky’ego. Była profesorem w Harvard University (instytut edukacji), pracowała w dziedzinie akwizycji języka (mówionego i pisanego).  Autorka pionierskiej książki na ten temat.